# Procés geològic extern
Els processos geològics externs són la meteorització, l'erosió, el transport, la sedimentació i la diagènesi.
La meteorització és la disgregació i/o alteració dels materials de la superfície a conseqüència de l'acció estàtica de l'atmosfera. Es produeix pel simple contacte de les roques superficials amb l'atmosfera. N'hi ha dos tipus: 
- Física/Mecànica: provoca la fragmentació de les roques sense que en canviï la composició química.
- Química: Les roques s'alteren químicament a causa de l'atac de diverses substàncies d'origen atmosfèric (aigua, oxigen,etc.).

L'erosió és l'efecte de desgast que experimenten les roques superficials i implica la pèrdua de materials sòlids o substàncies en dissolució que són arrencats dels seus llocs d'origen.
El transport: els materials dissolts són transportats en dissolució (transport químic), mentre que les partícules sòlides són transportades en forma sòlida (transport físic). En aquest cas les partícules poden ser transportades de diverses maneres (suspensió, arrossegament, reptació)
La sedimentació: els materials transportats es dipositen per acumulació de les partícules sòlides o per precipitació dels materials dissolts. Aquests materials són els sediments. La precipitació dels materials dissolts es produeix a conseqüència de variacions físiques o químiques del medi aquós (canvis de temperatura, de pressió, etc.).
La diagènesi: els sediments dipositats poden sofrir processos, més o menys intensos, que els transformaran en roques dures i coherents. El conjunt d'aquests processos s'anomena diagènesi, i el resultat final serà la formació d'una roca sedimentària.